# Porcellionides divergens
Porcellionides divergens là một loài chân đều trong họ Porcellionidae. Loài này được Verhoeff miêu tả khoa học năm 1949.